# Sozialismus des 21. Jahrhunderts
Sozialismus des 21. Jahrhunderts ist ein politischer Begriff und Slogan, der neue Formen des Sozialismus im 21. Jahrhundert bezeichnen soll.
Der einzige Staat, in dem diese Form von einer Regierung explizit als Ziel formuliert wurde, war Venezuela im Rahmen der Bolivarischen Revolution.

## Konzept
Der Begriff Sozialismus des 21. Jahrhunderts ist Titel mehrerer Veröffentlichungen: A. W. Buzgalin entwickelte und publizierte sein Konzept unter dem Titel „Sozialismus des 21. Jahrhunderts“ im Jahre 1996 auf Russisch und im Jahre 2000 auf Spanisch. Das Buch von Heinz Dieterich entstand 1996 und wird seit Januar 2005, seit dem fünften Weltsozialforum, verbreitet, insbesondere vom ehemaligen Präsidenten Venezuelas, Hugo Chávez.
Das Modell des Sozialismus des 21. Jahrhunderts basiert nur zu einem Teil auf der marxistischen Philosophie und marx. Wirtschaftstheorie.  Insbesondere die Ökonomie der Gleichwertigkeit geht auf einen nichtmarxistischen Autor, den Bremer Wissenschaftler Arno Peters zurück, der sich als Geograph und Historiker einen Namen machte, bevor er die Theorie der Äquivalenzökonomie entwickelte.
Die Ansätze zur Weiterentwicklung der Demokratie hin zu einer direkten Mitwirkung der Bürger sind kein genuin marxistisches Denken, sondern ein demokratietheoretischer Ansatz. Insofern ist Dieterichs Bündelung zu einem Sozialismus im 21. Jahrhundert eher eklektisch denn marxistisch.
Heinz Dieterich erinnert in seinem Werk „Der Sozialismus des 21. Jahrhunderts“ an die These von Karl Marx, die Geschichte der Menschheit sei eine Geschichte von Klassenkämpfen. Nach Dieterichs Analyse der Erfahrungen mit dem Kapitalismus und dem untergegangenen osteuropäischen Sozialismus unter dieser Prämisse hätten beide Ansätze die drängenden Probleme der Menschheit nicht lösen können – er nennt Armut, Unterdrückung, Zerstörung der Ressourcen und reale Beteiligung der Menschen an Entscheidungen in der Demokratie.

## Heinz Dieterich
Dreh- und Angelpunkt der Gedanken Dieterichs sind das Grundelement der Äquivalenztheorie, nach der der Beitrag eines Menschen zur Erlangung und Verbesserung von Wohlstand in der Gesellschaft nicht mehr über den Tauschwert (= Geld, Kapital, siehe auch Tauschwirtschaft) gemessen werden soll, sondern über die erbrachte Arbeitszeit. Danach wird ein Direktor oder auch Eigentümer einer Fabrik nur dann besser bezahlt als einer seiner Arbeiter, wenn er mehr Zeit aufgebracht hat. In Deutschland gibt es bereits im privaten Raum Gruppen, die dies umzusetzen versuchen.
Der zweite Kerngedanke Dieterichs bezieht sich auf die Möglichkeiten, die das Internet für die Demokratie eröffnet: Erstmals in der Geschichte der Menschheit könne demnach potentiell jeder über alle Informationen verfügen, die er für politische Entscheidungen bräuchte. Ohne zusätzliche Kosten oder Verzögerung könne jede Art von wichtiger politischer Entscheidung basisdemokratisch unter Beteiligung aller Bürger per Internet getroffen werden.
Alle bisherigen Argumente gegen Basisdemokratie wie mangelnder Wissensstand der Bürger, Kosten für zusätzliche Abstimmungen und nachteilige Verzögerung von Entscheidungen wären nach Dieterich durch das Internet hinfällig. Es gäbe demnach kein logisches Argument mehr gegen die Basisdemokratie oder Partizipative Demokratie, außer der Machtfrage.
Nach eigener Aussage entwickelte Heinz Dieterich sein Konzept des Sozialismus des 21. Jahrhunderts im Jahre 1996 und publizierte hierzu seit 2000 weltweit mit Schwerpunkt in Südamerika. Dieterich gilt als (informeller) Berater des vom venezolanischen Staatspräsidenten Hugo Chávez vertretenen ‚bolivarischen‘ Entwicklungsprozesses. Nach Dieterich sei es weder dem „industriellen Kapitalismus“ noch dem „historischen real existierenden Sozialismus“ gelungen, „die drängenden Probleme der Menschheit wie Armut, Hunger, Ausbeutung, Unterdrückung ökonomischer, sexistischer und rassistischer Natur, die Zerstörung der natürlichen Lebensgrundlagen und das Fehlen einer real teilhabenden Demokratie zu lösen.“ Beide Systeme waren „ähnlichen übermächtigen objektiven Entwicklungsbedingungen“ unterworfen. Dieterich nennt unter anderen die Notwendigkeit zur Kapitalakkumulation, den Fordismus, den Weltmarkt, die Systemkonkurrenz sowie die „undemokratischen vertikalen Partei-, Gesellschafts- und Staatsstrukturen – welche die Freiheitsgrade der Entwicklung beider Systementwürfe gegen den Willen ihrer Protagonisten gnadenlos einengten.“
Das jetzige Zeitalter stehe unter zwei „weltgeschichtlichen Vorzeichen“: „der Erschöpfung der gesellschaftlichen Projekte des Bürgertums und des historischen Proletariats sowie des Übergangs der gegenwärtigen Bourgeois-Zivilisation zu einer nichtkapitalistischen Weltgesellschaft: der universalen Basisdemokratie.“ Dieterich fordert die Errichtung von vier grundlegenden Institutionen der neuen Wirklichkeit der postkapitalistischen Zivilisation:
1. die auf dem Gebrauchswert und der Werttheorie basierende nicht-marktwirtschaftliche, demokratisch von den unmittelbar Wertschaffenden bestimmte Äquivalenzökonomie;
2. die Mehrheiten-Demokratie, die in den wesentlichen gesamtgesellschaftlichen Fragen plebiszitär verfährt;
3. der basisdemokratische Staat als Repräsentant der Allgemeininteressen mit angemessenem Minderheitenschutz und
4. der rational-ethisch-ästhetisch selbstbestimmte Staatsbürger als kritisch-verantwortliches Subjekt.[3]

Hierbei handele es sich „um die grundlegende Institutionalität […], die dem historischen Projekt von Marx und Engels seine strategische Richtung wies.“
Da die existierende Gesellschaft durch eine „qualitativ andere (systemkonträre)“ ersetzt werden solle, sei „das Programm des Sozialismus des 21. Jahrhunderts notwendig revolutionär.“
Das Konzept einer Äquivalenzökonomie ist als Missverständnis von Marx’ „Kritik der politischen Ökonomie“ kritisiert worden. So sei es unmöglich, den Wert zur Grundlage eines Wirtschaftssystems zu machen, weil er nicht messbar sei.
Dieterich hatte schon 2006 erkannt, dass sich in Venezuela nicht der Sozialismus entwickelte. Im September 2017 sah er das Land auf eine Militärdiktatur zusteuern.
Im Januar 2018 bezeichnete Dieterich mit der Verwendung des Ausdrucks "eins vor Zwölf" die Wahrscheinlichkeit für das Überleben des Regimes in Venezuela (erneut) als sehr klein, gab jedoch für das aus seiner Sicht baldige Ende des Regimes Maduro die Erstarkung der Falken in der US-Regierung die Schuld.

## Venezuela
In Venezuela wurde durch Staatspräsident Hugo Chávez die Parole des Sozialismus des 21. Jahrhunderts ausgerufen. Erstmals erwähnte er sie am 30. Januar 2005 beim Weltsozialforum. Bestandteile des „Weges“ zum Sozialismus des 21. Jahrhunderts im Zuge der Bolivarischen Revolution wären unter anderen die staatliche Enteignung stillgelegter Betriebe und Wiederaufnahme der Produktion unter Arbeitermitverwaltung (beispielsweise stehen 51 % der Gesellschafteranteile im Besitz des Staates und 49 % in einer Kooperative der Beschäftigten) beziehungsweise Arbeiterkontrolle. Weitere Aspekte stellen die Verstaatlichung von Schlüsselindustrien und Infrastruktur sowie die Regulierung der Länge des Arbeitstages dar.
Venezuela folgte einige Jahre in wesentlichen Punkten Dieterichs Vorschlägen. Im Rahmen der Bolivarischen Revolution hatte Chávez signalisiert, dass, um diesen Sozialismus zu erreichen, eine Übergangsphase nötig sei, die er revolutionäre Demokratie nannte. Er äußerte 2006 in einer Rede: „Wir sind entschlossen, die Bolivarianische Revolution direkt in Richtung Sozialismus zu führen und einen Beitrag zu leisten auf dem Weg zum Sozialismus, einem Sozialismus des 21. Jahrhunderts, der auf Solidarität, Brüderlichkeit, Liebe, Freiheit und der Gleichheit basiert“. Auch dieser Sozialismus ist nicht vorgegeben. Vielmehr sagte Chávez: „Wir müssen den Modus des Kapitals umwandeln und übergehen zu einem neuen Sozialismus, der täglich neu erbaut werden muss“.
Chávez hatte sich innert 10 Jahren rund 10 Wahlen und Referenden gestellt und wurde deshalb von Dieterich einerseits als „formaldemokratisch bestlegitimierter Präsident der Welt“ bezeichnet. Allerdings kritisierte Dieterich Chávez’ politisches Führungsmodell später als „charismatisch-bonapartistisches Herrschaftsmodell“, das auf der semi-religiösen Identifikation seiner Anhänger mit dem Führer und seinen Offenbarungen (Reden) beruhe und das für den Sozialismus des 21. Jahrhunderts ebenso zu vermeiden sei wie das Führungsmodell des von Chávez öffentlich verehrten Fidel Castro. Im August 2011 erklärte Dieterich seinen Bruch mit Chávez und schrieb, Chávez’ große Gelegenheit, den ersten wissenschaftlichen und demokratischen Sozialismus des 21. Jahrhunderts zu errichten, sei „für immer verloren“.
Schon 2003 hatte Hugo Chávez in einer Ausgabe seiner wöchentlichen Radiosendung „Hallo Präsident“ den Vorschlag von Giulio Santosuosso für den Sozialismus des 21. Jahrhunderts präsentiert, den „Sozialismus in einem liberalen Paradigma“, in dem der Autor glaubt, dass die Welt im Rahmen einer umfassenden ideologischen Neuausrichtung das Ergebnis der laufenden Paradigmenwechsel in der Wirtschaft sein wird; so ist das alte Modell tot, aber noch nicht die neuen Kriterien erschienen, die eine konzeptionelle Neuausrichtung ermöglichen. Um dazu beizutragen, diese Kriterien zu finden, schlug er vor, die Geschichte der politischen Ökonomie noch einmal zu lesen, weil seiner Meinung nach einige von diesen Kriterien aufgrund von begrifflichen Unklarheiten in dieser Disziplin nicht offenbar würden: die erste Unklarheit, die wir in den letzten hundert Jahren erlebt hätten, identifiziere Kapitalismus mit Liberalismus, die zweite zeige sich in diesem Jahrhundert und identifiziere Sozialismus mit Etatismus. Seine These ist, dass der schnellste Weg, die gerechte Gesellschaft zu erreichen, nach der alle streben, mit einem Bündnis zwischen Sozialismus und Liberalismus zu erreichen ist, so dass einerseits der Sozialismus vom Etatismus abgegrenzt wird und andererseits der Liberalismus vom Kapitalismus.
Anstatt eines Sozialismus entwickelte sich in Venezuela eine Klientelwirtschaft: Die Chavisten "züchteten" eine eigentliche privilegierte Herrschaftsschicht heran, welche sich nach dem Verlust der parlamentarischen Mehrheit im Jahr 2015 mit allen Mitteln an die Macht klammerte. Die Loyalität der Armee zur chavistischen Regierung beruhte auf Privilegien: Ein Zahlungsausfall gegenüber den USA trat auch während der Versorgungskrise der Jahre 2015–2017 trotz aller (Kriegs-)Rhetorik nie ein, da die Regierung offene Finanzkanäle brauchte für die Dollars, mit denen sie sich Loyalität kaufte.